# Value-based Engineering
Value-based engineering (VBE) ist ein Ansatz zur Entwicklung von IT-Systemen, der auf dem IEEE-Standard „7000-2021 - IEEE Standard Model Process for Addressing Ethical Concerns during System Design“ (IEEE 7000) basiert. IEEE 7000 wurde erstmals im Jahr 2021 veröffentlicht und im November 2022 von der International Organization for Standardization als ISO/IEC/IEEE 24748-7000:2022 (ISO 24748-7000) übernommen.
Im Juli 2024 führte Austrian Standards die Personenzertifizierung „Value-based Engineering Ambassador for Ethical IS & AI“ ein. Diese ermöglicht es Einzelpersonen, ihre Kompetenz in Bezug auf den Standards ISO/IEC/IEEE 24748-7000 nachzuweisen. Die Zertifizierung beinhaltet auch Elemente des Managementstandards ISO/IEC 42001 für Künstliche Intelligenz. Die Stadt Wien kündigte im Oktober 2024 an, Value-based Engineering innerhalb der Stadtverwaltung zur Verbesserung des Webportals mein.wien einzusetzen. Es soll mindestens eine Zertifizierung gemäß dem Standard IEEE 7000 angestrebt werden.

## Entwicklung des Standards
Der zugrundeliegende Standard IEEE 7000 wurde über einen Zeitraum von fünf Jahren seit 2016 entwickelt. Er basiert auf der Vorarbeit „Ethical IT innovation: A value-based system design approach“, die im Jahr 2015 veröffentlicht wurde. Der 2021 publizierte Standard verfolgt das Ziel, Organisationen in die Lage zu versetzen, Systeme unter expliziter Berücksichtigung individueller und gesellschaftlicher ethischer Werte zu gestalten. Er ist der erste Standard aus dem Bereich Software-Engineering, der ethische Überlegungen systematisch in den Systementwurf integriert. Dazu bietet er eine strukturierte Methodik zur Identifikation von Stakeholder-Werten, zur Bewertung ethischer Risiken und zur Übersetzung dieser Aspekte in technische Anforderungen. Auf diese Weise schlägt er eine Brücke zwischen Ethik und Technik.
Value-based Engineering (VBE) ist eine praxisorientierte Umsetzung des IEEE 7000. Es verdichtet und strukturiert dessen Methodik in konkrete, umsetzbare Schritte.

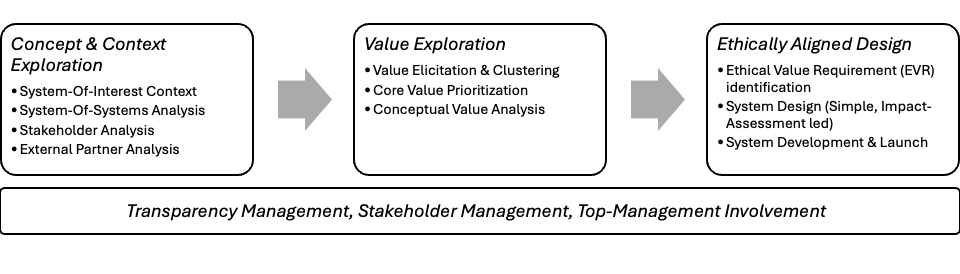
Ein Überblick über den dreistufigen VBE-Prozess

## Der VBE-Prozess
Im Value-based Engineering (VBE) wird ethisches Systemdesign durch einen dreistufigen Prozess realisiert:
1. Konzept- und Kontextexploration (Concept and Context Exploration): In diesem ersten Prozessschritt geht es darum, ein grundlegendes Verständnis für den Kontext eines geplanten Systems zu entwickeln. Dabei werden relevante Stakeholder, rechtliche, soziale, ökologische und ethische Machbarkeit sowie die Steuerbarkeit externer Partner analysiert. Ziel ist es, ein greifbares und nachvollziehbares Betriebskonzept zu entwickeln.[1]
2. Exploration von Werten (Value Exploration): In dieser Phase wird untersucht, wie sich das geplante System auf Werte und Tugenden auswirkt – aus der Perspektive des Utilitarismus, der Tugendethik, der Pflichtethik, sowie kulturspezifischer Sichtweisen. Während der utilitaristische Blickwinkel Nutzen und Schaden für direkte und indirekte Stakeholder identifiziert, beleuchtet die Tugendethik mögliche negative Auswirkungen auf einzelne Personen. Die Pflichtethik betrachtet die Auswirkungen auf ethische Prinzipien und Pflichten. Die identifizierten Auswirkungen werden bestimmten Werten zugeordnet, zu sogenannten Wertekategorien gebündelt und anschließend priorisiert.[1]
3. Ethisch ausgerichtetes System Design (Ethically Aligned Design): In diesem Schritt werden aus den priorisierten Wertekategorien sogenannte „Ethical Value Requirements“ (EVRs) abgeleitet.[1] EVRs sind Anforderungen technischer oder organisatorischer Art und können entweder durch Stakeholder (Bottom-up) oder durch konzeptionelle Analyse (Top-down) identifiziert werden.[2] Je nach Risikostufe des Systems kommt entweder eine Bedrohungsanalyse (für Systeme mit geringem Risiko) oder eine vertiefte Folgenabschätzung (für Hochrisikosysteme) zum Einsatz, um konkrete Systemanforderungen abzuleiten.[1]

Transparenzmanagement, Stakeholder-Management und die Einbindung des Top-Managements sind begleitende Querschnittsaktivitäten, die alle Schritte des VBE-Prozesses gleichermaßen betreffen.
Durch die klare Schritt-für-Schritt-Struktur ermöglicht Value-based Engineering (VBE) die Ableitung nachvollziehbarer Anforderungen, die gezielt auf die identifizierten ethischen Fragestellungen eingehen.

## Die 10 VBE-Prinzipien
VBE ergänzt den IEEE-Standard 7000 durch die Einführung von zehn Prinzipien, die für die Berücksichtigung ethischer Fragestellungen im Systemdesign essenziell sind.
1. Verantwortung für das technologische Ökosystem: Organisationen, die Value-based Engineering anwenden, übernehmen Verantwortung für ihr technisches Ökosystem. Sie stellen sicher, dass alle eingebundenen Partner und Dienste mit ethischen Standards im Einklang stehen.
2. Bereitschaft nicht zu investieren: Ethisch agierende Organisationen ziehen es aktiv in Betracht, nicht in ein System zu investieren, wenn ethische Bedenken nicht ausgeräumt werden können – selbst wenn dies mit dem Verlust finanzieller Chancen verbunden ist.
3. Einbeziehung von Stakeholder: VBE-Organisationen binden Stakeholder in einen offenen und ehrlichen Dialog ein, um die Systemgestaltung mit gesellschaftlichen Erwartungen in Einklang zu bringen. Dabei werden insbesondere auch kritische Stimmen gehört.
4. Nutzung moralphilosophischer Grundlagen zur Werteermittlung: Das ethische Systemdesign sollte sich an etablierten moralphilosophischen Ansätzen wie Utilitarismus, Tugendethik und Pflichtethik orientieren – ebenso wie an relevanten spirituellen Traditionen.
5. Kontextsensitivität: Anstatt sich auf allgemeine Wertelisten zu verlassen, führen VBE-Organisationen kontextsensitive Analysen durch, um die spezifischen ethischen Auswirkungen eines Systems zu verstehen.
6. Achtung regionaler Gesetze und internationaler Abkommen: Organisationen sollten rechtliche Rahmenbedingungen und regionale Werte aktiv respektieren.
7. Engagement der Führungsebene: Die Unternehmensleitung muss ethische Prinzipien persönlich unterstützen, sodass Werte nicht nur strategische Schlagworte sind, sondern eine echte Grundlage für Entscheidungen bilden.
8. Transparenz der Wertemission: VBE-Organisationen dokumentieren und veröffentlichen ihre Ethikrichtlinien und ihr Werteverzeichnis (Value Register), um eine transparente Verbindung zwischen Ethik und Systemanforderungen sicherzustellen.
9. Tiefes Werteverständnis: Kernwerte sollten konzeptionell analysiert werden, um sicherzustellen, dass alle relevanten ethischen Dimensionen (z. B. Datenschutz, Fairness, Sicherheit) im Systemdesign berücksichtigt werden.
10. Nutzung von Risikoanalysen zur Ableitung von Systemanforderungen: Ethical Value Requirements (EVRs) sollten mithilfe von Risikoanalysen in konkrete Systemanforderungen überführt werden, um potenzielle ethische Risiken zu minimieren.

## Fallstudien und Anwendungsbeispiele
Mehrere Veröffentlichungen behandeln den Einsatz von Value-based Engineering (VBE) im Rahmen akademischer Fallstudien sowie dessen Anwendung in Bereichen wie der Verteidigung. Ein von der Europäischen Verteidigungsagentur veröffentlichtes Whitepaper zum Einsatz von Künstlicher Intelligenz im Verteidigungssektor empfiehlt die Verwendung von VBE bei allen Entwicklungsprojekten. VBE wird  auch zur Bewertung ethischer Chancen und Risiken außerhalb der klassischen IT-Systementwicklung eingesetzt.
Als Teil von in der Regel internen Entwicklungsprozessen sind nicht alle Anwendungen von VBE öffentlich bekannt. Namhafte Organisationen aus dem öffentlichen und privaten Sektor haben jedoch Anwendungsbeispiele bekanntgegeben, bei denen sie Value-based Engineering eingesetzt haben. Dazu gehören:
- VBE als Bestandteil der Digitalen Agenda 2030 der Stadt Wien,[5] im Rahmen derer auch die Bürgerplattform Mein Wien evaluiert wird.[12]
- VBE als Bewertungsmethode zur Beurteilung der Einführung eines ERP-Systems bei einem Weiterbildungsträger.[13]
- Der Einsatz von VBE im Rahmen eines Ethical Impact Assessments im EU-geförderten FEASTS-Projekt, das ethische Chancen und Risiken von Technologien für kultiviertes Fleisch und kultivierte Meeresfrüchte untersucht.[14]

Der Digital Humanism Award 2025 zeichnete unter anderem IEEE und Austrian Standards für ihr Engagement im Bereich Value-based Engineering (VBE) aus.